# Fotochroom
Fotochroom (van het Duitse: Photochrom — eigenlijk een merknaam) is een techniek voor het maken van een kleurenafdruk van een zwart-wit-fotonegatief. Hierbij wordt gebruikgemaakt van vier tot veertien lithografiestenen, voor elke kleur een. Een zelfde zwart-witbeeld wordt fotografisch op het benodigde aantal stenen aangebracht (dus niet nagetekend). Vervolgens worden per steen, dus per kleur, telkens alleen die delen van het beeld overgelaten die in de betreffende kleur moeten afgedrukt worden; de rest wordt voorzichtig met de hand weggeschuurd. Uiteindelijk wordt de kleurenafdruk gemaakt door op hetzelfde blad papier achtereenvolgens met elke steen een afdruk te maken, steeds met de betreffende kleur inkt. Behalve zwart en de primaire kleuren geel, rood en blauw, worden dus meestal nog een aantal bijkomende inktkleuren gebruikt, zoals hemelsblauw, roze, zalmkleur enz. Dit levert een afdruk met delicate kleurnuances op, maar het maakt het drukproces tegelijk omslachtiger én duurder.
De fotochromie was het populairst in de jaren negentig van de negentiende eeuw toen de kleurenfotografie al wel in ontwikkeling was, maar nog extreem duur. Fotochroom werd ontwikkeld in Zürich bij de firma Orell Füssli en kreeg bekendheid door het Amerikaanse bedrijf Detroit Photographic Company, dat — onder de naam Photochrome met "e" — vele prentbriefkaarten uitgaf waarbij gebruikgemaakt werd van de fotochroomtechniek. Toen het Amerikaans Congres toestemming gaf voor de 1-penny-briefkaart, werden duizenden fotochroomafdrukken, meestal van steden of landschappen, afgedrukt en verkocht als prentbriefkaarten. In Amerika staat 'fotochroom' hierdoor ook wel synoniem voor de 'look and feel' van 'briefkaartplaatjes'.

## Voorbeelden

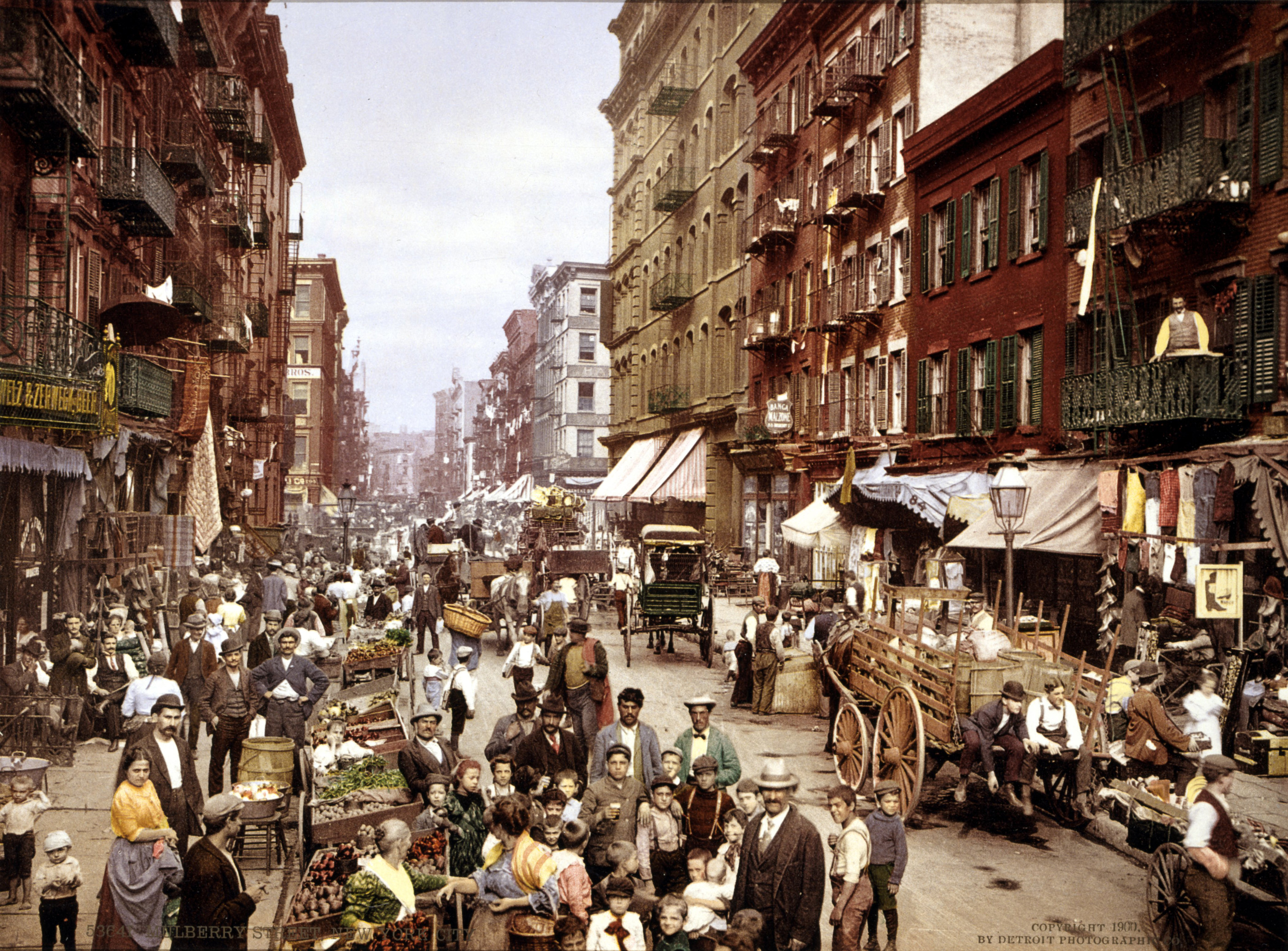
Fotochroomafdruk van Mulberry Street in New York, die laat zien waartoe de techniek in staat is
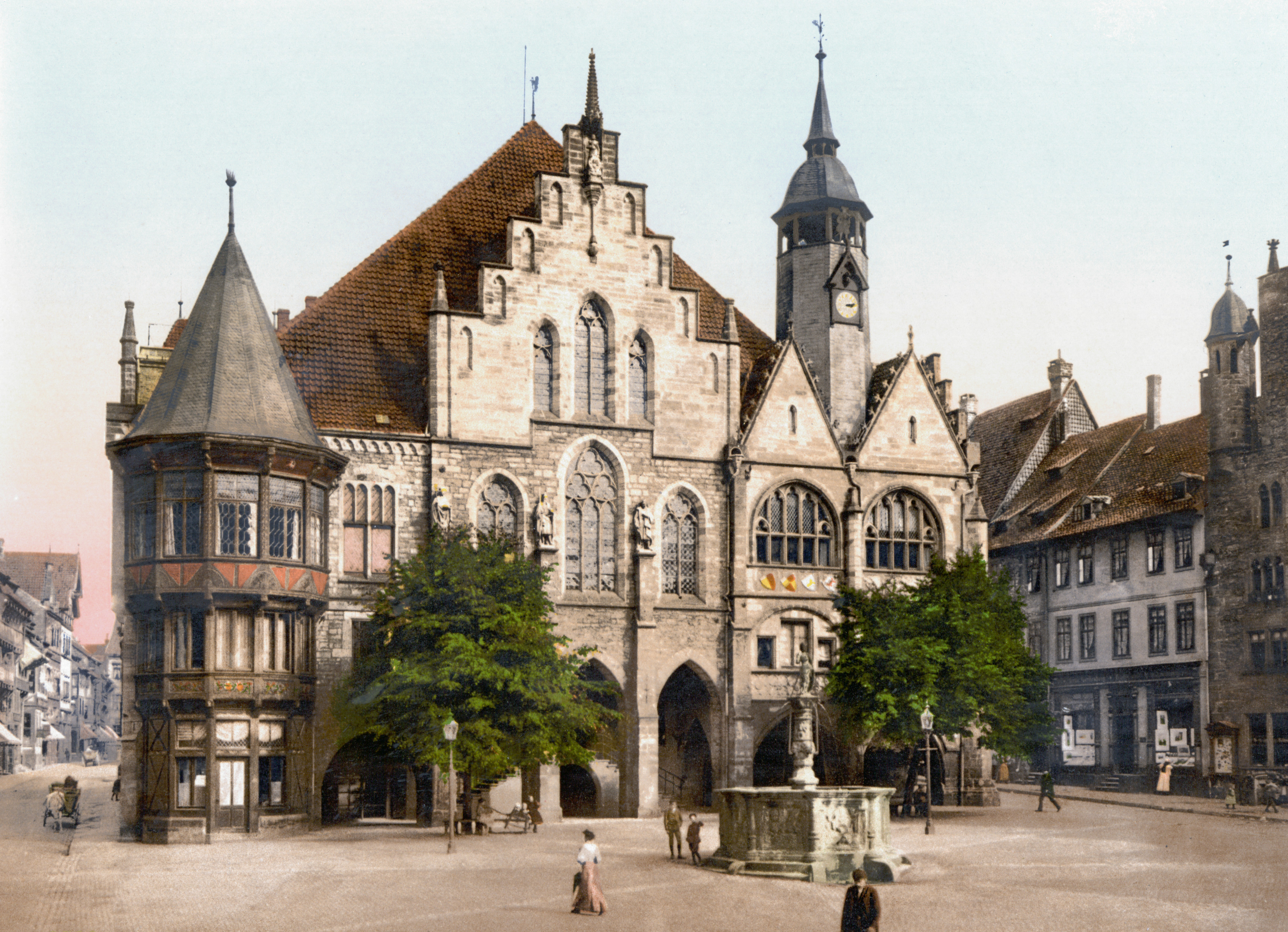
Fotochroomafdruk van het stadhuis van Hildesheim in de jaren 90 van de 19e eeuw, waarbij minder kleurenplaten zijn gebruikt
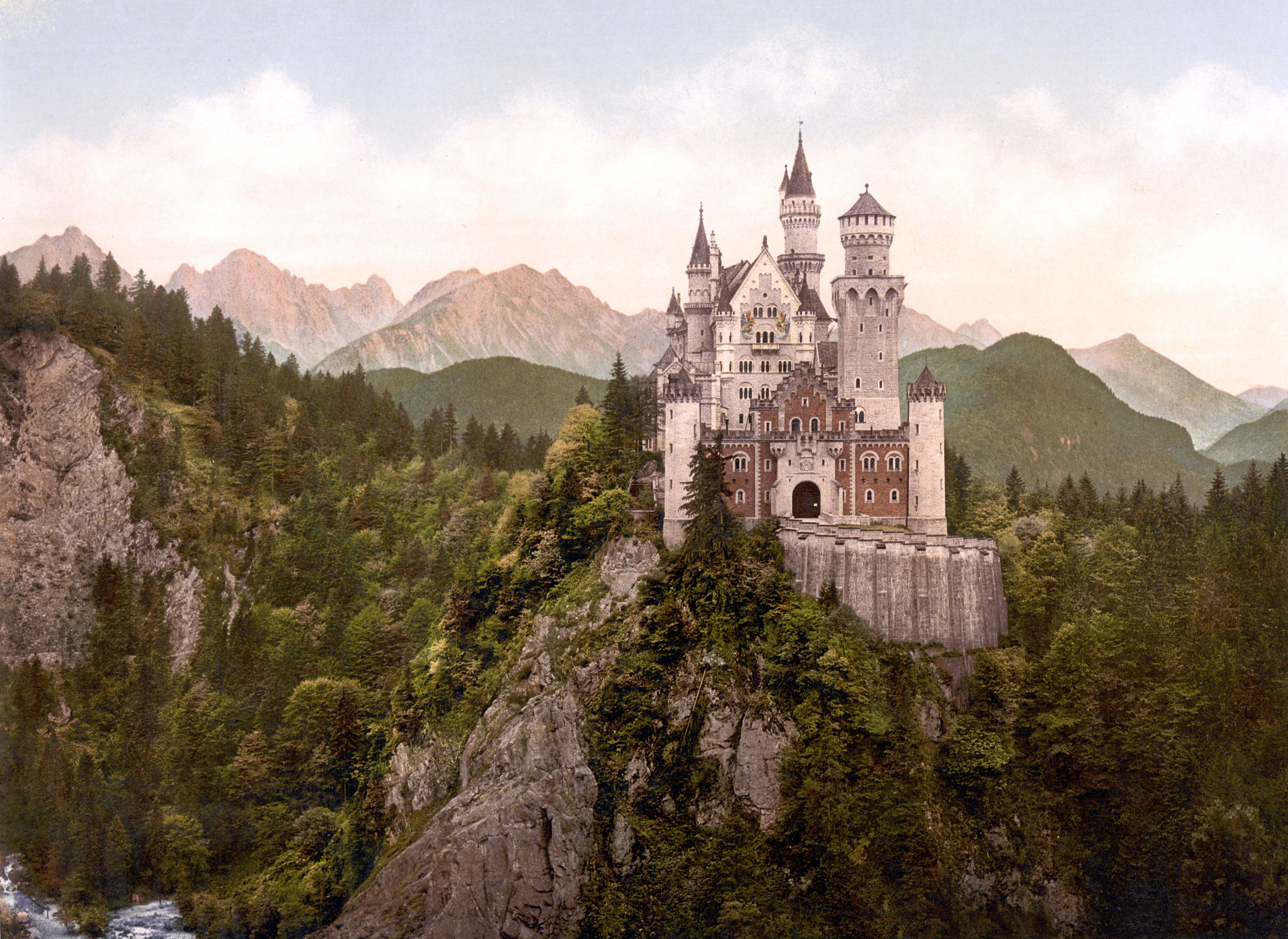
Fotochroomafdruk van Slot Neuschwanstein rond 1900
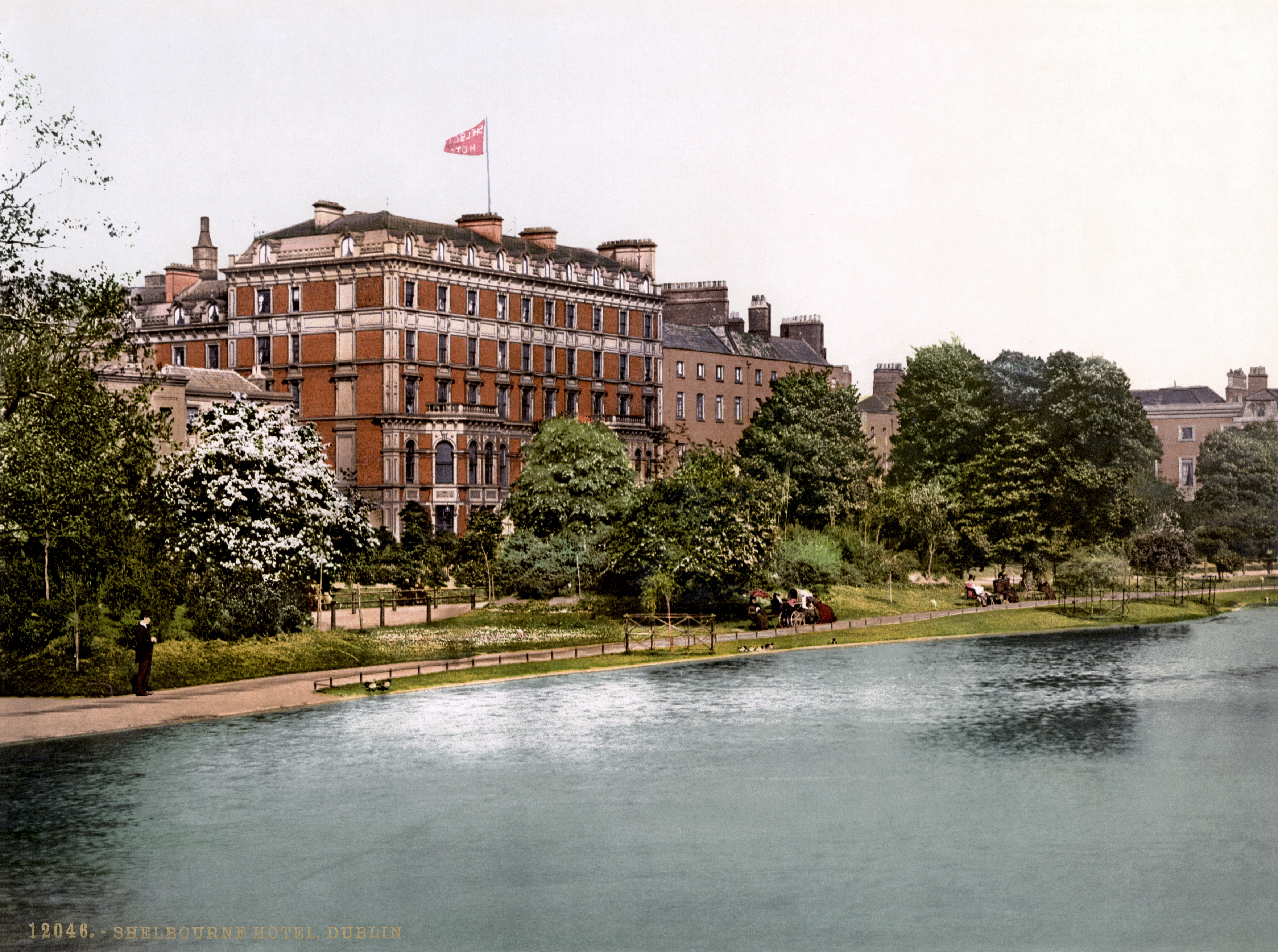
Fotochroomafdruk rond 1900 van het Shelbourne Hotel in het park St. Stephen's Green in de Ierse hoofdstad Dublin
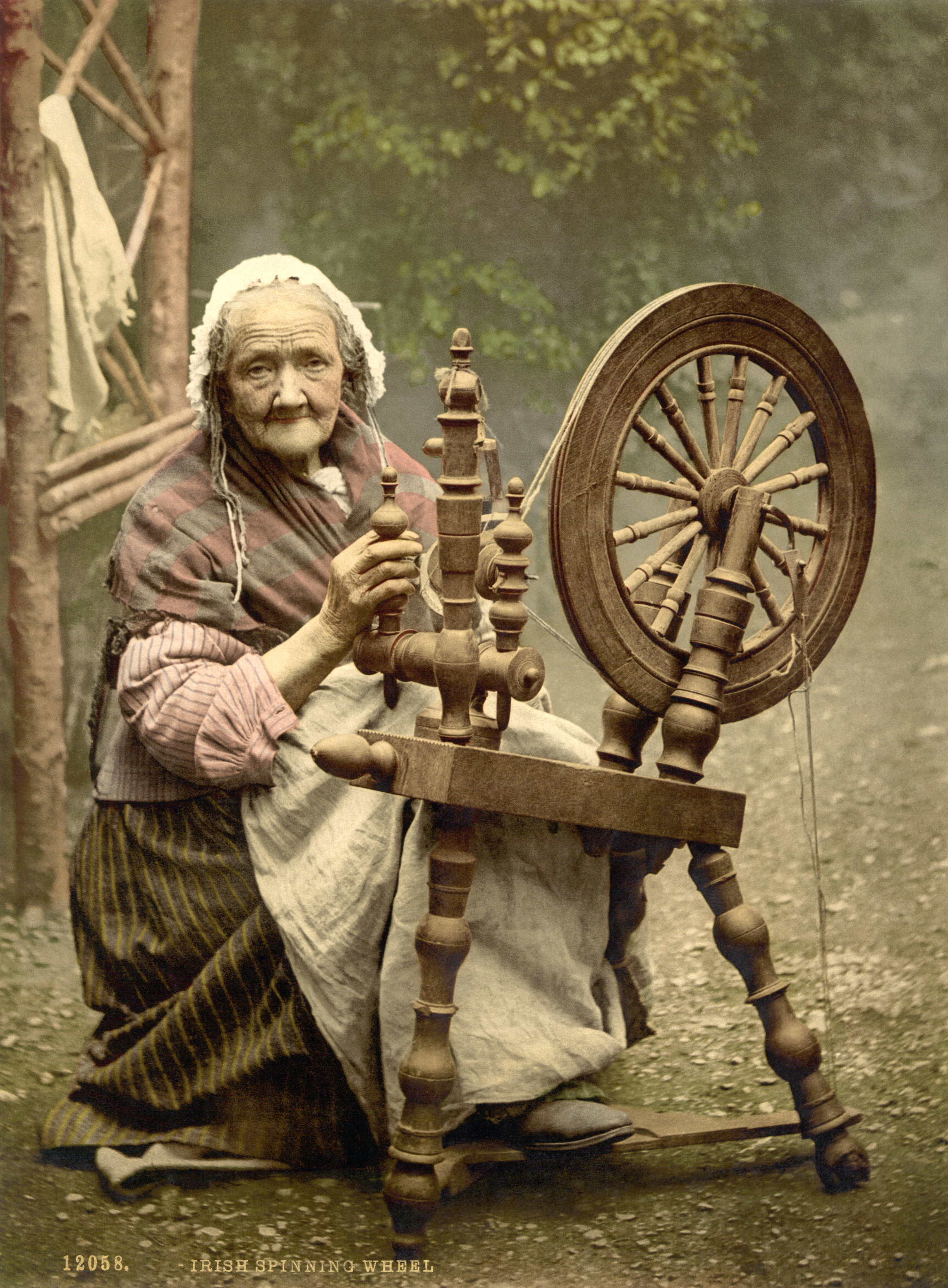
Fotochroomafdruk van een oude Ierse vrouw achter een spinnewiel eind 19e eeuw
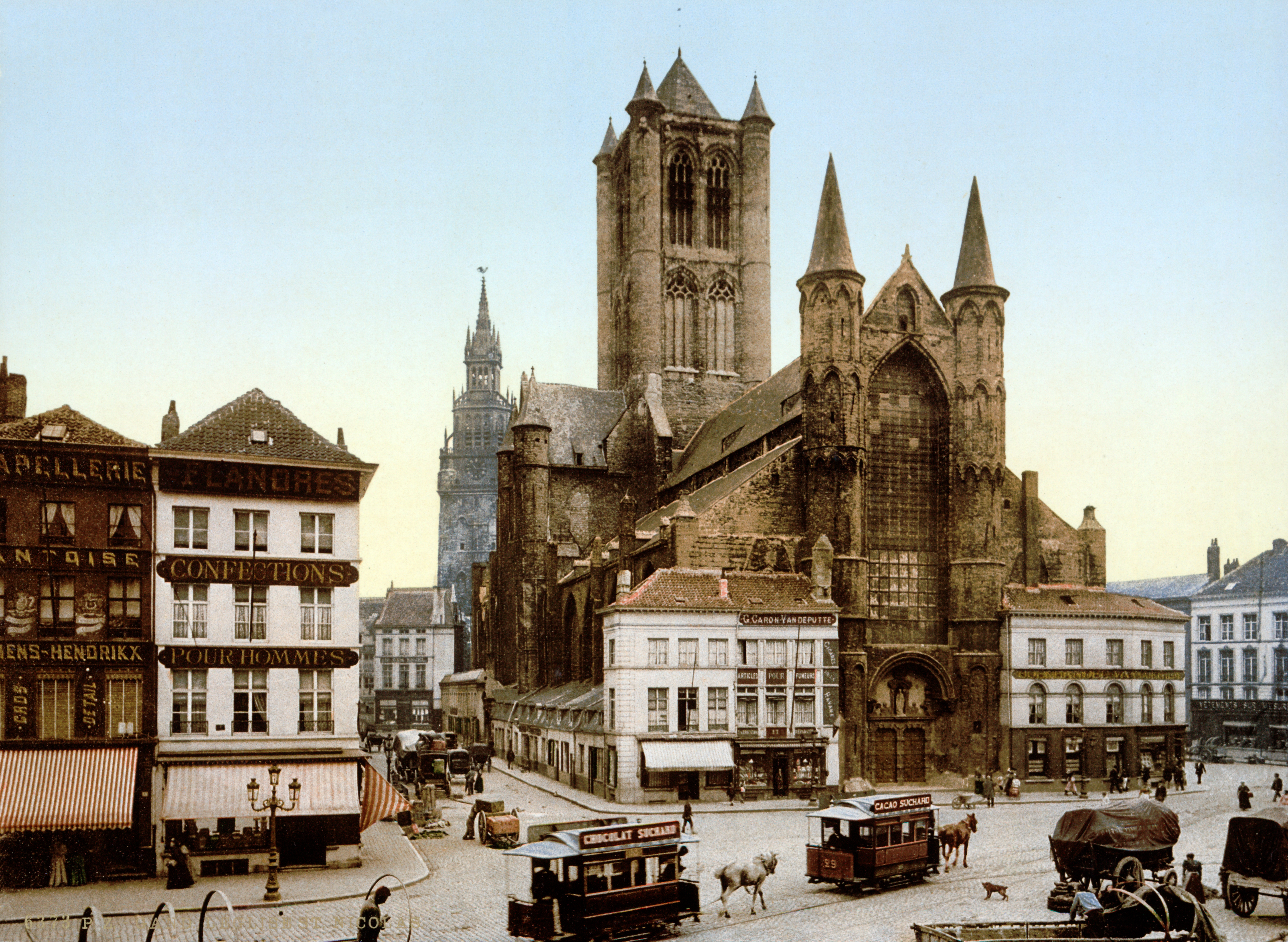
Fotochroomafdruk van de Sint-Niklaaskerk in Gent eind 19de eeuw
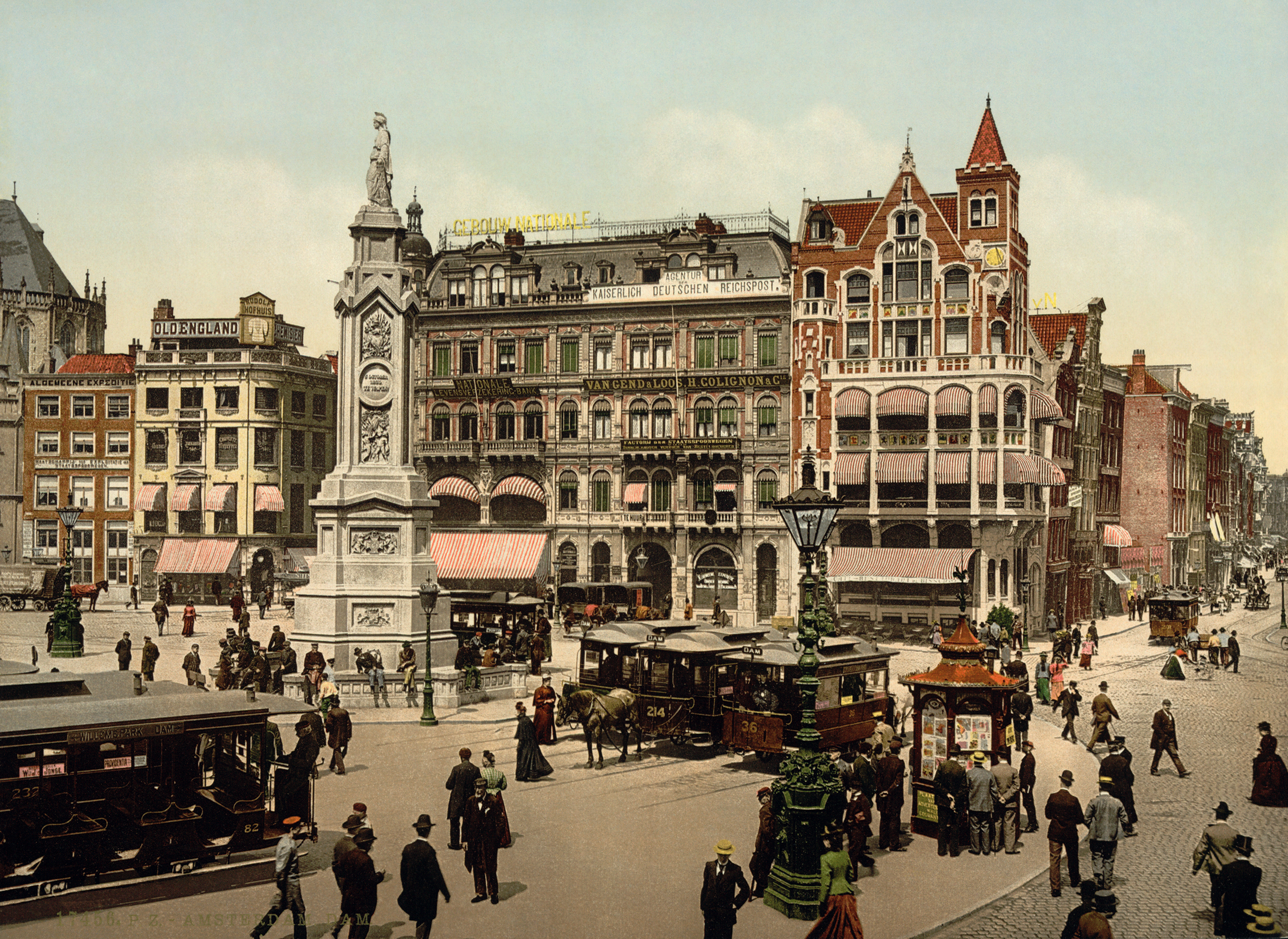
Amsterdam in de jaren 1890 met het monument Naatje van de Dam
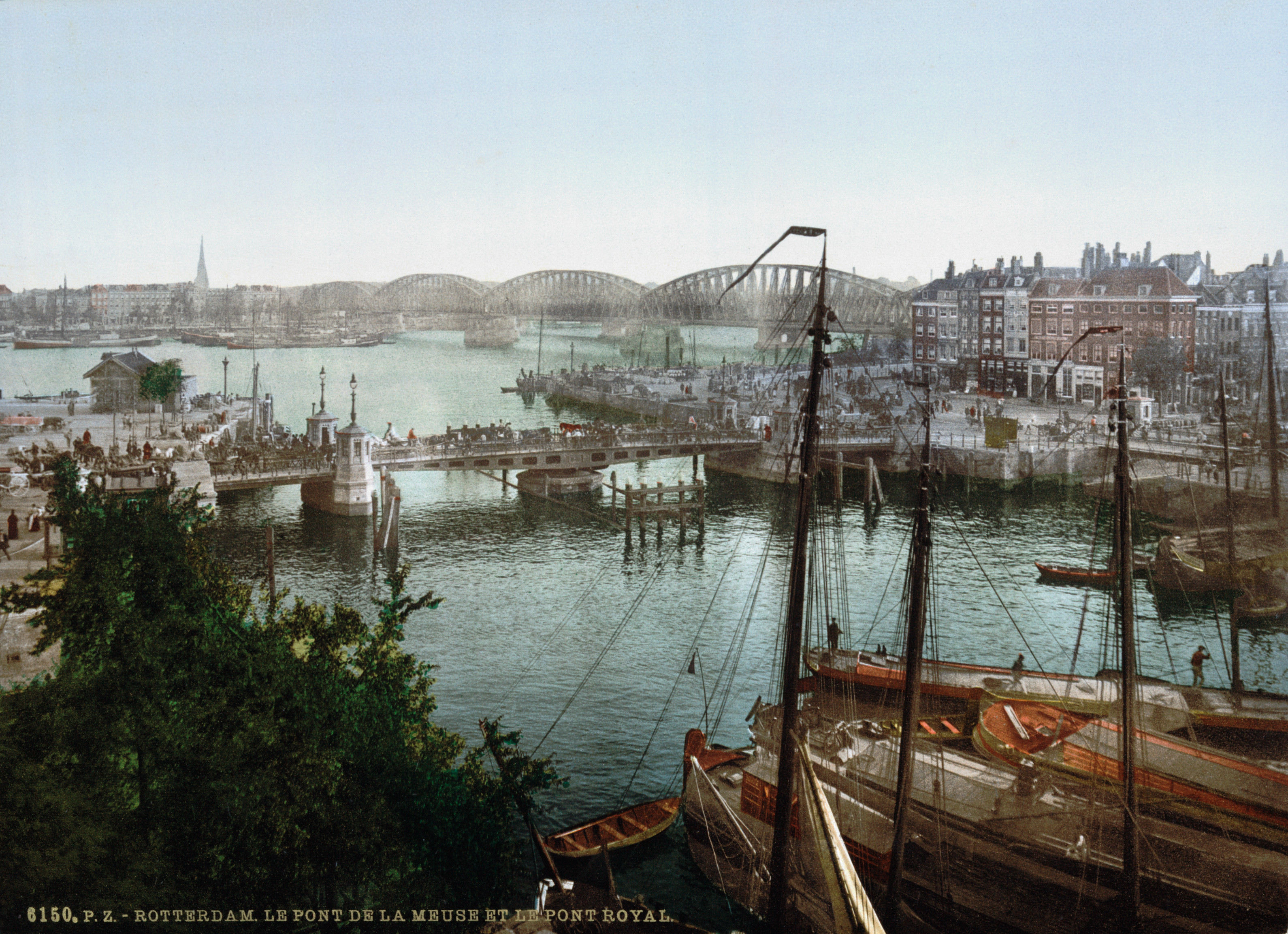
Fotochroomafdruk van de Koningsbrug en de Maasbrug in Rotterdam (tussen 1890 en 1905)
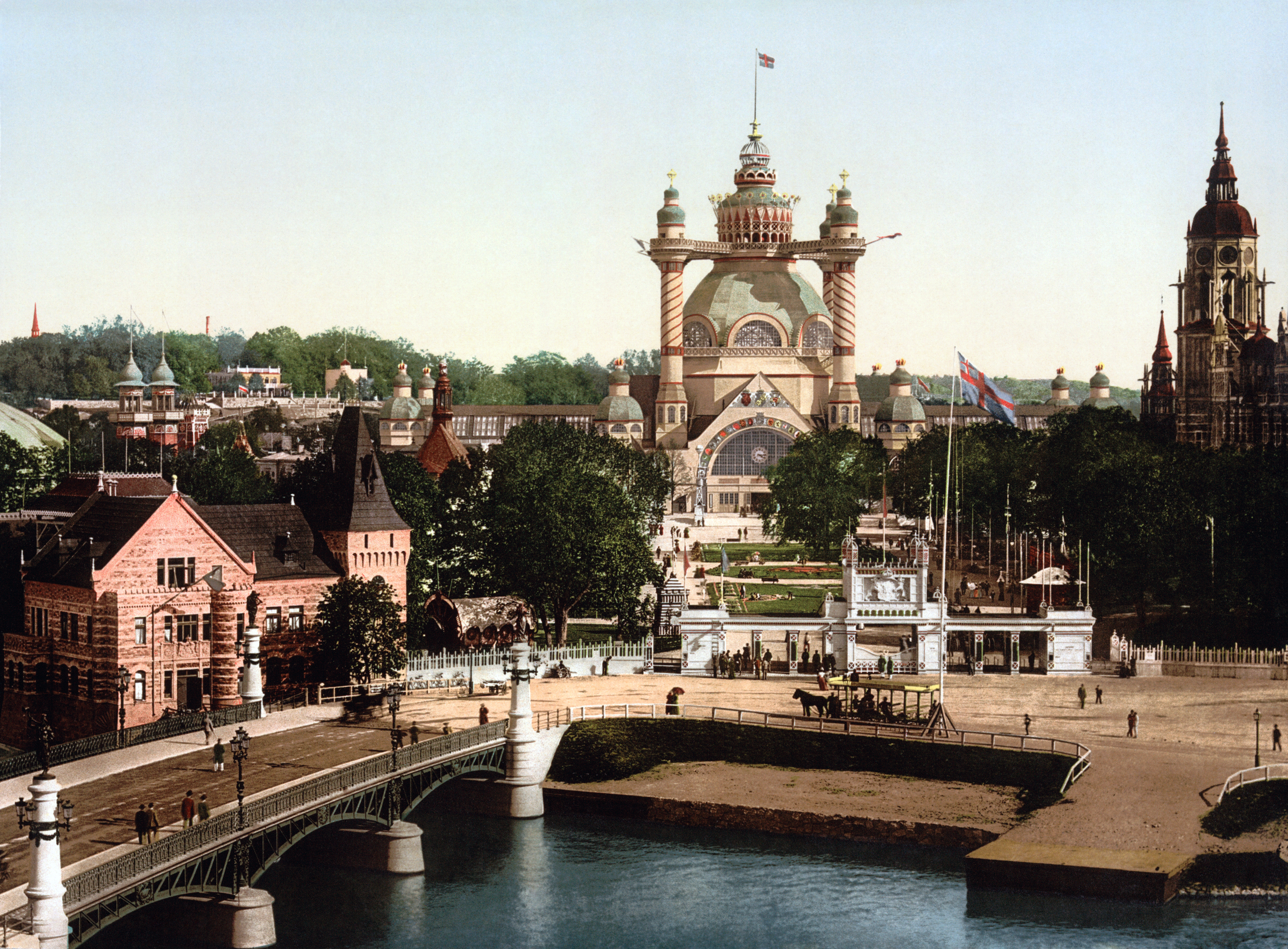
Fotochroomafdruk uit 1897 met zicht op de tentoonstellingshal en het Noords museum in Stockholm
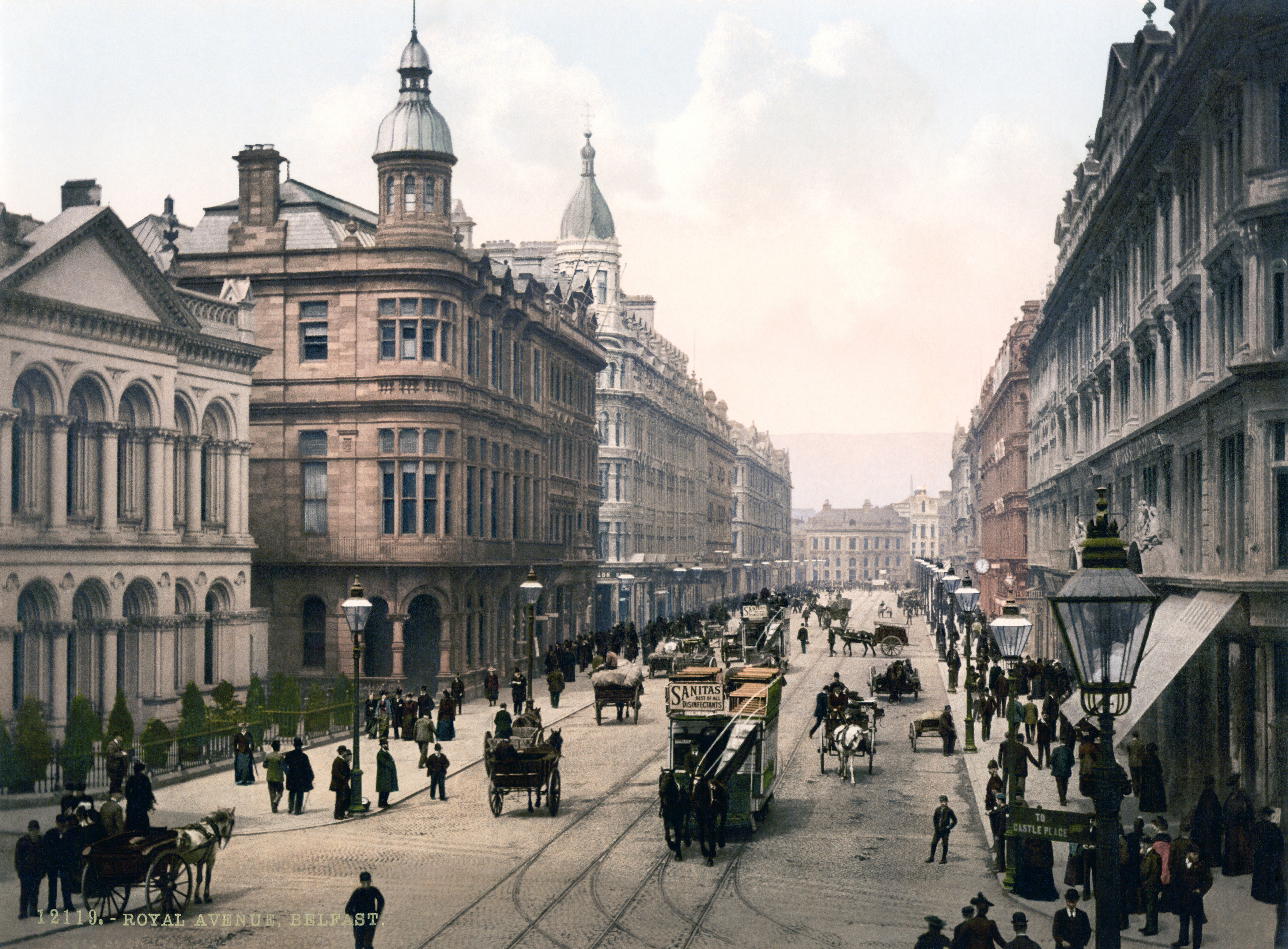
Fotochroomafdruk van de Royal Avenue in Belfast omstreeks 1890-1900.